# Cinoteri
Els cinoteris (Cynotherium) són un gènere extint de mamífers carnívors de la família dels cànids que visqueren a Còrsega i Sardenya durant el Plistocè. Es calcula que pesaven uns 10 kg i que tenien més o menys la mateixa mida que un xacal. Un estudi publicat el 2021 establí que el seu parent vivent més proper és el cuó, del qual divergiren fa uns 885.000 anys. No es coneixen amb certesa les causes de la seva desaparició, que segurament es produí després de l'arribada dels éssers humans a les illes.